# Operació Anthropoid
Operació Anthropoid (títol original en anglès: Anthropoid) és una pel·lícula de cinema bèl·lic de 2016 dirigida per Sean Ellis, escrita per Ellis i Anthony Frewin, i protagonitzada per Cillian Murphy, Jamie Dornan, Charlotte Le Bon, Anna Geislerová, Harry Lloyd i Toby Jones, entre d'altres. L'obra narra l'Operació Antropoide, l'assassinat durant la Segona Guerra Mundial del general de les SS Reinhard Heydrich a mans dels soldats txecoslovacs exiliats Jozef Gabčík i Jan Kubiš, el 27 de maig de 1942. Es va estrenar en cinemes el 12 d'agost de 2016 als Estats Units i el 9 de setembre de 2016 al Regne Unit. La pel·lícula es va doblar al català.

## Argument
El desembre de 1941, l'ocupació nazi d'Europa arriba a la seva màxima esplendor. Dos agents del govern txecoslovac a l'exili, un soldat eslovac, Jozef Gabčík (Cillian Murphy), i un de txec, Jan Kubiš (Jamie Dornan), entren en paracaigudes al seu país ocupat. Jozef és ferit quan aterra sobre un arbre, però ambdós homes van sortir suficientment indemnes per a trobar el seu contacte a Txecoslovàquia. Són descoberts poc després i fingeixen ser lluitadors de la resistència que s'havien passat a l'altra bàndol com a traïdors; un és disparat per Jozef però l'altre home aconsegueix escapar-se. Robant el seu camió, els agents es dirigeixen cap a Praga.
Quan busquen fora del seu contacte, són dirigits a Dr. Eduard (Sean Mahon), un veterinari que punts Jozefha peus, i arranja per al seu aplec amb altres membres de resistència dins la Txecoslovàquia ocupada, va portar per "Oncle" Jan Zelenka-Hajský (Toby Jones). Els agents són localitzats a part altre uns dins un soterrani encobert dels Sants Cyril i Methodius Catedral en Praga. Revelen que hi són per a executar l'Operació Antropoide, l'assassinat de Reinhard Heydrich (Detlef Bothe), el principal arquitecte de la Solució Final jueva i el Reichsprotektor alemany de la Txecoslovàquia ocupada.
Amb intel·ligència fitada i poc equipament en una ciutat sota tanca-baix, Jozef i Jan ha de trobar un camí d'assassinar Heydrich, una operació que, esperen, canviarà la faç d'Europa. Amb l'ajut de dues dones joves, Marie Kovárníková (Charlotte Le Bon) i Lenka Fafková (Anna Geislerová) juntament amb altre plotters, els agents planegen emboscar Heydrich mentre arriba a seu seva per carro. Quan els agents aprenen que Heydrich és aproximadament per ser transferit a França, el pla va a efecte amb el duo apuntalat per l'addició d'altres agents que ha estat parachuted a Txecoslovàquia i el quedant lluitadors de resistència en Praga.
El 27 de maig de 1942, l'intent d'assassinat és dut a terme; és gairebé botched quan Jozefha Sten embussos de subfusell, però Heydrich és severament ferit per la granada de Jan que destrossa la seva limusina. Immediatament després que, ambdós agents continuen la cursa. En resposta, les forces de seguretat de les SS detenen al voltant d'un miler de ciutadans txecs i duen a terme una represàlia terrible, en el qual Lenka és assassinat per intentar escapar de l'arrest nazi. Poc després, Heydrich mor a l'hospital per les lesions ocasionades.
Les represàlies van continuar amb la massacre de Lidice contra tots els homes majors de 16 del poble i els nens i les dones enviats a camps de concentració nazi. La família amb qui Jozef i Jan va quedar és castigat, la seva casa atacada per nombrós Gestapo oficials. La mare comet suïcidi per dur una píndola de cianur en el bany. El fill és brutalment torturat i dona dins als Nazis exigeix i revela Jozef i Jan amagant. Els centenars de tropes Nazis ataquen la catedral on tots els Agents, incloent Jozef i Jan és matat dins un feroç batalla de 6 hores, amb igualment molts SS soldats. El 1947, lluitador de Resistència Karel Čurda (Jiří Šimek) va ser condemnat i executat per girar en els seus agents de resistència del membre als nazis, per la recompensa oferta.
Finalment, un total de 5.000 txecs i eslovacs van ser assassinats com a conseqüència del «Terror Heydrich». L'assassinat de Heydrich era els Aliats d'èxit únics van organitzar agressió d'un superior-classificant oficial nazi de la Segona Guerra Mundial.

## Repartiment
- Cillian Murphy com a Jozef Gabčík
- Jamie Dornan com a Jan Kubiš
- Charlotte Le Bon com a Marie Kovárníková
- Anna Geislerová com a Lenka Fafková
- Harry Lloyd com a Adolf Opálka
- Toby Jones com a oncle Hajský
- Alena Mihulová com a Senyora Moravec
- Marcin Dorociński com a Ladislav Vaněk
- Bill Milner com a Ata Moravec
- Sam Keeley com a Josef Bublík
- Jiří Šimek com a Karel Čurda
- Mish Boyko com a Jan Hrubý
- Václav Neužil com a Josef Valcik
- Andrej Polák com a Jaroslav Svarc
- Sean Mahon com a Dr. Eduard
- Detlef Bothe com a Reinhard Heydrich
- Nicolai Borger com a soldat alemany de la caserna

## Producció
El març de 2015, Jamie Dornan i Cillian Murphy van ser contractats per a la pel·lícula, amb Sean Ellis de director i un guió escrit per Ellis i Anthony Frewin. El maig de 2015, LD Entertainment va produir la pel·lícula, anunciant la incorporació de Charlotte Le Bon al repartiment.
La pel·lícula va ser rodada compleament a Praga l'estiu de 2015, i sempre que fos possible, a les ubicacions reials dels successos descrits. El director Sean Ellis va constatar en una entrevista que les escenes a la Catedral ortodoxa dels Sants Ciril i Metodi van ser filmades en una rèplica exacta de l'església en un estudi ambientat, a fi de fer la ubicació reconeixible als espectadors txecs. Els informes de contemporanis txecs i de la Gestapo van permetre a Ellis la recreació de l'acte final de la pel·lícula (l'assassinat i el setge a l'església) amb precisió extrema, ja que era necessari una planificació intensa per permetre que l'assassinat per si mateix es filmés en temps real, amb cada moviment que la Resistència va investigar, planejar i seguir en ordre de plasmar successos reals.
El cartell principal de la pel·lícula inclou el Castell de Praga i el Pont de Carles com a rerefons, les ubicacions on l'Operació Antropoide van tenir lloc. A l'estrena i les projeccions posteriors, el públic va comentar que les escenes autèntiques del carrer apareixien a la pel·lícula.

## Estrena
El juliol de 2015, les primeres imatges de Dornan i Murphy van ser publicades. El maig de 2016, la distribuïdora Bleecker Street va adquirir els drets de comercialització als Estats Units d'Amèrica. El juny de 2016, va sortir a la llum el primer tràiler.
L'1 de juliol de 2016 es va estrenar mundialment al Festival Internacional de Cinema de Karlovy Vary com a pel·lícula de nit inaugural. El 12 d'agost de 2016 va ser publicada als Estats Units d'Amèrica.

## Crítica
El lloc web d'agregació de crítiques Rotten Tomatoes, la pel·lícula té una aprovació del 66% basada en 102 crítiques, amb una mitjana de valoració de 6,39/10. A Metacritic, la pel·lícula té una valoració mitjana de 59 sobre 100, basada en 29 crítiques, indicant «crítiques mixtes o mitjanes». La pel·lícula va ser lloada pel seu compromís amb el realisme i els veritables successos.
El crític del diari The Guardian, Peter Bradshaw, la va descriure com a «una pel·lícula intel·ligent, dura i colpidora». El crític de cinema en cap de la revista Variety, Peter Debruge, va considerar que «Jamie Dornan i Cillian Murphy encapçalen una missió per assassinar un oficial nazi de primer nivell en un thriller que, en realitat, no emociona fins que no s'ha fet l'acte». Christopher Kompanek del diari The Washington Post va donar a la pel·lícula una valoració de quatre estrelles sobre cinc, escrivint que [la pel·lícula] mai és previsible, una sorpresa a l'estrena d'estiu. (Amb sort, el jurat dels Premis de l'Acadèmia no l'oblidaran)».

## Premis i nominacions
Als Premis Lleons Txecs, la pel·lícula va rebre 12 nominacions del total de 14 categories en les quals podria ser elegible (totes excepte la de millor actriu i millor actriu secundària). La pel·lícula va perdre totes les 12 nominacions en favor de Masaryk. No obstant això, la pel·lícula va guanyar el Premi Lleó Txec no estatuari en la categoria d'Elecció del públic.

## Pel·lícules relacionades
Altres pel·lícules sobre aquest afer són: Hangmen Also Die! (1943), Hitler's Madman (1943), The Silent Village (1943), Atentát (1964), Operació Trenc d'Alba (1975), Lidice (2011) i The Man with the Iron Heart (2017).